# Manifest komunistyczny

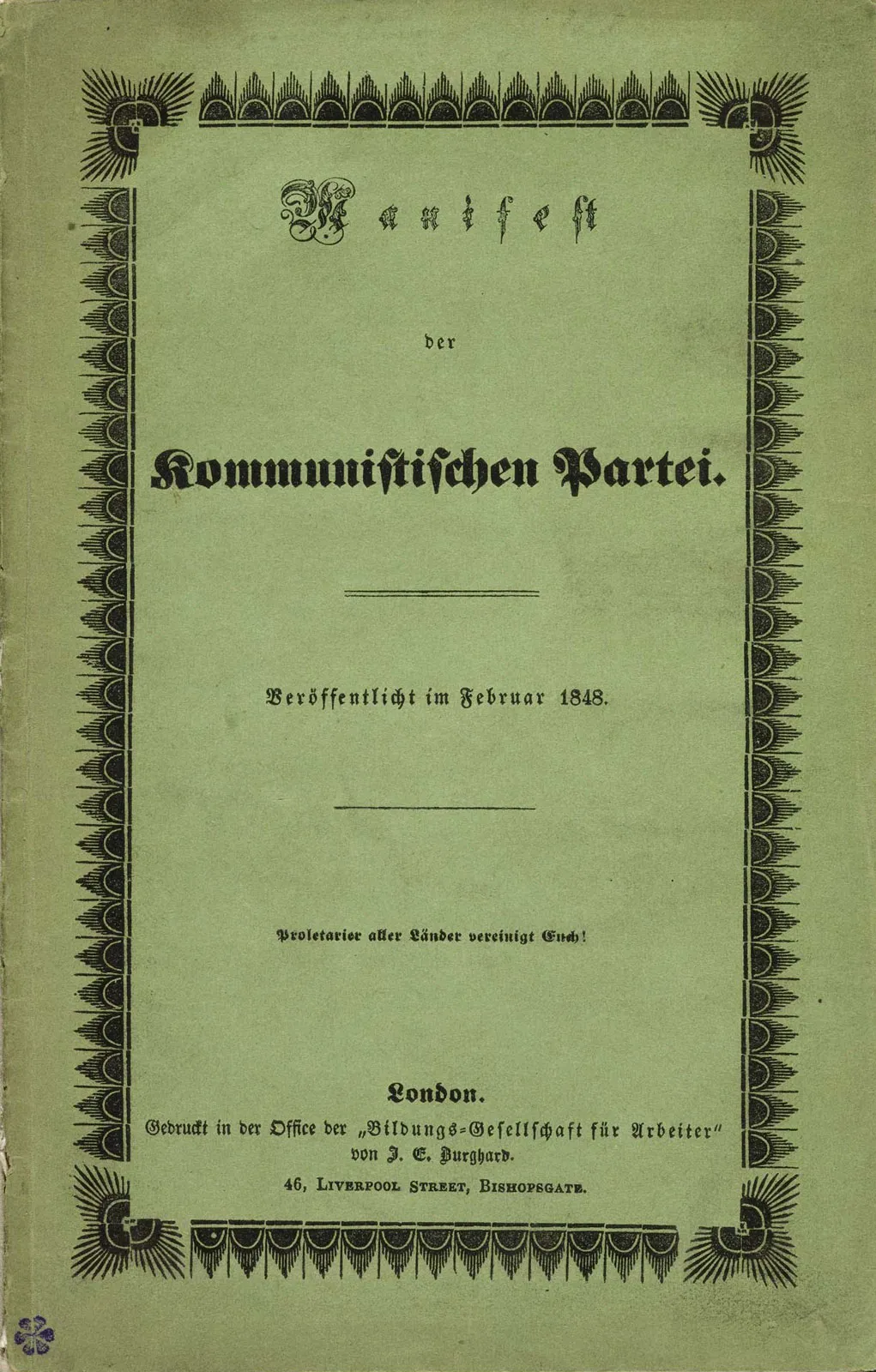
Strona tytułowa pierwszego wydania Manifestu komunistycznego – Londyn 1848

Manifest partii komunistycznej (niem. Manifest der Kommunistischen Partei) – deklaracja programowa Związku Komunistów (niemieckiej partii komunistycznej), napisana przez Karla Marxa i Friedricha Engelsa na przełomie lat 1847 i 1848 i ogłoszona w lutym 1848 w Londynie. Wyłożone zostały w niej zasady tzw. socjalizmu naukowego.
Manifest zaczyna się słowami Widmo krąży po Europie – widmo komunizmu, a kończy Proletariusze wszystkich krajów, łączcie się! Hasło to umieszczane było w pasku tytułowym (winiecie) czasopism – organów partii marksistowskich, np. w „Trybunie Ludu”, „Robotniku”.
Struktura i narracja dzieła przywołują o rok wcześniej spisane przez Engelsa „Zasady komunizmu”.
Pełny tekst:  Manifestu Komunistycznego  w Wikiźródłach 

  Pobierz jako: EPUB   • PDF   • MOBI  

## Manifest jako deklaracja programowa naukowego socjalizmu
Zdaniem radzieckich marksistów,

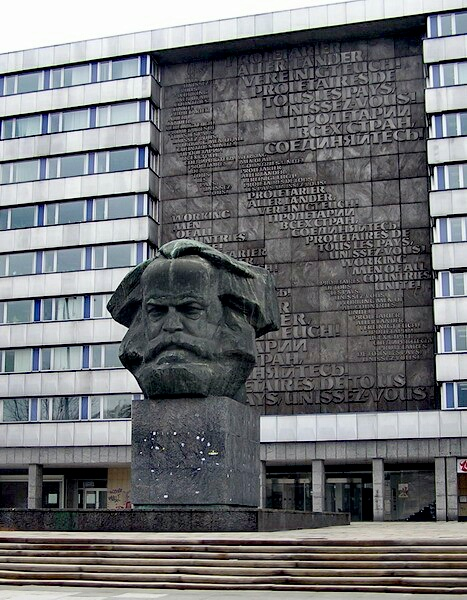
Pomnik Karola Marksa w Chemnitz (dawnym Karl-Marx-Stadt)

„Manifest Partii Komunistycznej” zajmuje szczególne miejsce w historii marksizmu. Ta względnie niewielka praca zawiera klasycznie jasny, podany w sposób aforystyczny i przepojony pasją rewolucyjną ściśle naukowy wykład podstaw marksizmu.
Opublikowanie Manifestu komunistycznego zamyka niejako okres kształtowania się światopoglądu młodego Karola Marksa. Naukowy socjalizm jako doktryna wyjaśniająca mechanizmy rządzące światem i proponująca własne, oryginalne metody budowania społeczeństwa doskonałego jest w zasadniczej części ukończona. Wolno powiedzieć – napisał L. Kołakowski – że z chwilą Manifestu komunistycznego Marksowska teoria zjawisk społecznych razem z zasadami praktycznej walki była już gotowa w postaci dobrze ukształtowanego szkieletu. Dalsze prace teoretyczne nie odmieniły w żadnym istotnym punkcie założeń już sformułowanych, ale wzbogaciły je szczegółowymi analizami, dzięki którym sumaryczne i nieraz tylko w postaci aforyzmów i haseł ujęte idee przeobraziły się w potężny gmach teoretyczny.
Jak stwierdza Isaiah Berlin, jest to dokument o cudownym ładunku dramatycznym. Jego forma zbudowana jest na mocnych i porywających historycznych uogólnieniach, prowadzących do oskarżenia panującego ładu w imię mścicielskich sił przyszłości. Większość napisana jest prozą obdarzoną liryzmem godnym wspaniałego hymnu rewolucyjnego, której działanie, potężne nawet dziś, musiało być jeszcze silniejsze w swojej epoce.

## Omówienie treści

### Burżuazja a proletariat

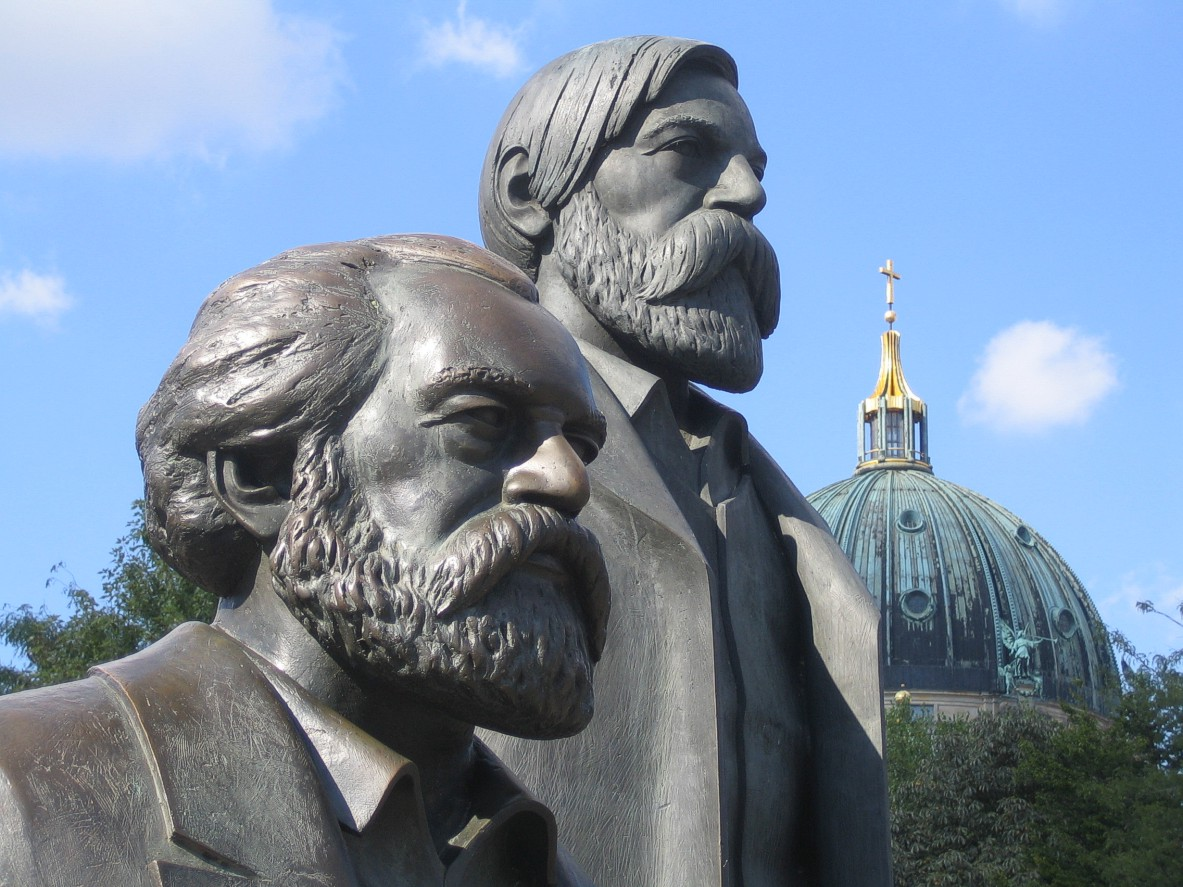
Pomnik Marksa i Engelsa na Forum Marksa i Engelsa w Berlinie (2005)

Marks uważał, że historia wszystkich dotychczasowych społeczeństw jest historią walk klasowych. Od swego zarania ludzkość była podzielona na wyzyskiwaczy i wyzyskiwanych, toczących ze sobą nieustanną walkę. Na obecnym etapie rozwoju społeczeństwa przeciwstawne klasy tworzą burżuazja i proletariusze. Rozwój technologiczny sprawił, że klasowe antagonizmy stają się coraz wyraźniejsze i obejmują praktycznie całe społeczeństwo. Jak zauważa Jarosław Ładosz, walka klas posiada znaczenie określające, podstawowe w stosunku do wszelkich innych sfer życia społecznego ludzi(...) określać ma całokształt życia społecznego, a więc i rozwój działalności produkcyjnej.
Kształtowanie się kapitalistycznych stosunków produkcji, gwałtowny rozwój przemysłu i handlu, zapewniło burżuazji odgrywanie decydującej roli w życiu politycznym. Według Marksa klasa ta spełniła w historii zadania w najwyższym stopniu rewolucyjne. Doprowadziła do upadku system feudalny, a wszelkie relacje międzyludzkie zastąpiła brutalną grą interesów. Robiąc z człowieka towar – stwierdza Roger Garaudy – burżuazja z każdym dniem niszczy >>godność jego osobowości<<, aż wreszcie niszczy w człowieku nawet pragnienie odzyskania tej godności, ponieważ przedstawia mu stosunki społeczne, ustalone przez kapitalizm, jako prawa natury, istniejące poza i ponad człowiekiem, i niedostępne dla jego działania.

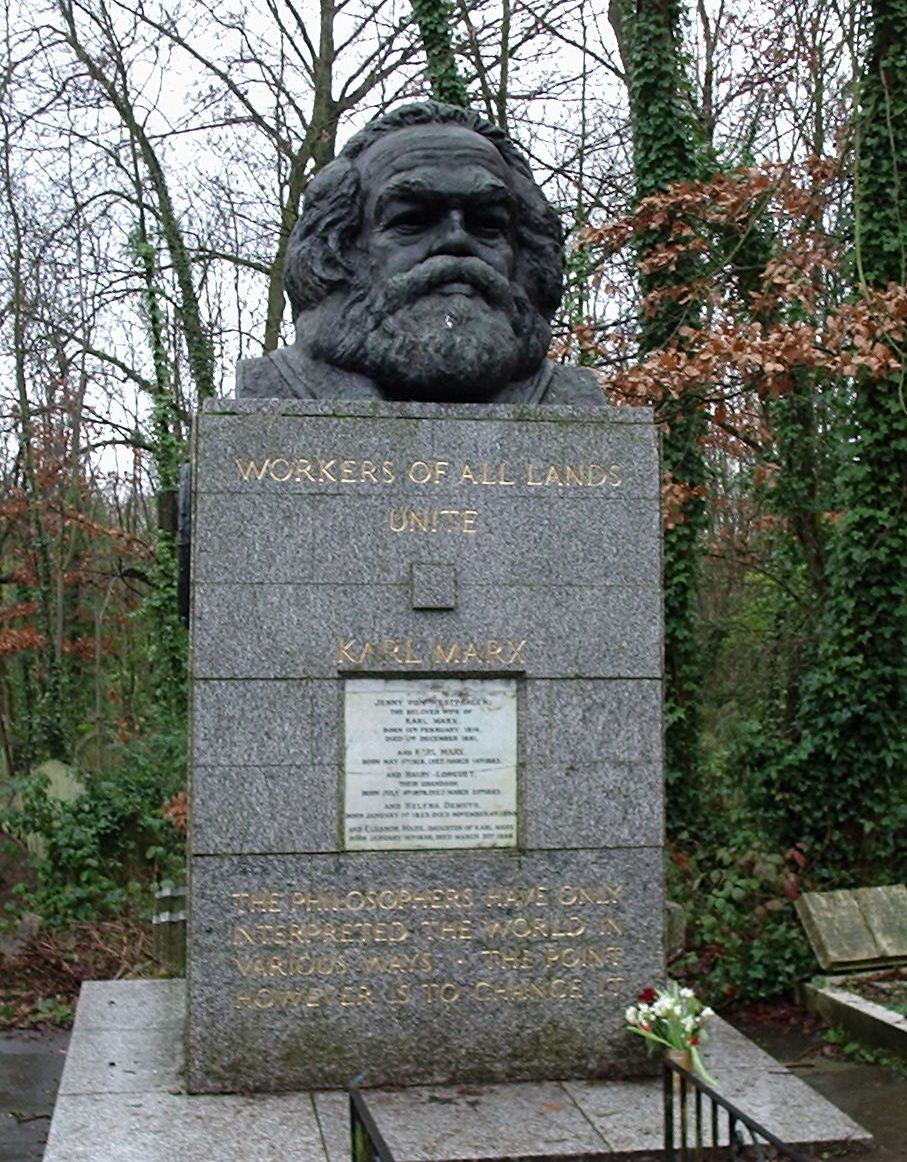
Grób Marksa na Highgate Cemetery w Londynie (2003)

To właśnie burżuazja w decydującym stopniu przyczyniła się do powstania nowoczesnego państwa narodowego. Przez ekspansję na coraz to nowe obszary, stosując brutalną siłę, zaprowadza stosunki kapitalistyczne w kolejnych krajach. Oprócz tego Marks stwierdza, że burżuazja skupiła ludność, scentralizowała środki produkcji i skoncentrowała własność w niewielu rękach. Nieuniknionym tego następstwem była centralizacja polityczna. Niezawisłe, ledwie sprzymierzone tylko ze sobą prowincje o różnych interesach, ustawach, rządach i cłach zostały złączone w jeden naród, jedno ustawodawstwo, jeden narodowy interes klasowy, jedną granicę celną.
Cechą wyróżniającą burżuazję od innych klas panujących jest to, że nie dąży ona do utrzymania status quo w dziedzinie środków produkcji i, co za tym idzie, również w sferze stosunków społecznych. Jej istnienie jest uwarunkowane dokonującym się nieustannie postępem technologicznym, ale, jak pisze Marks, burżuazyjne stosunki produkcji i wymiany, burżuazyjne stosunki własności, nowoczesne społeczeństwo burżuazyjne, które wyczarowało tak potężne stosunki produkcji i wymiany, podobne jest do czarnoksiężnika, który nie może już opanować wywołanych przez się potęg podziemnych.
Zdaniem Marksa, podobnie jak sprzeczności między feudalnymi stosunkami społecznymi i prawnymi a charakterem sił wytwórczych w społeczeństwie stanowym spowodowały zwycięstwo burżuazji, tak jej klęska będzie wynikiem sprzeczności między dokonującym się postępem technicznym a stosunkami własnościowymi kapitalizmu. Jak zauważa Leszek Kołakowski, objawem tej sprzeczności są periodyczne kryzysy nadprodukcji, przezwyciężane przez niszczenie sił wytwórczych i podbój nowych rynków: wszelako środki te stają się same z kolei przesłanką większych kryzysów.
Ale burżuazja – pisze dalej Marks – nie tylko wykuła oręż, który jej niesie śmierć; stworzyła także ludzi, którzy tym orężem pokierują – nowoczesnych robotników – proletariuszy. W państwie kapitalistycznym traktowani są jak każdy inny towar – zmuszeni są sprzedawać się burżuazji za cenę równą kosztom reprodukcji siły roboczej. Bezustannie wyzyskiwani, zagrożeni bezrobociem podejmują walkę o zmianę tej nieludzkiej sytuacji. Początkowo buntują się przeciwko narzędziom produkcji, które poprzez zastępowanie ludzi maszynami likwidują miejsca pracy, następnie walczą z sytuacją we własnym zakładzie pracy, by z czasem zakwestionować całość stosunków kapitalistycznych.

### Bunt proletariatu
W tym momencie walka proletariatu nabiera charakteru politycznego i obejmuje coraz szersze rzesze społeczeństwa. To organizowanie się proletariuszy w klasę – stwierdza Marks – a tym samym w partie polityczną, jest co chwilę na nowo rozsadzane przez konkurencję między samymi robotnikami. Ale organizacja odradza się wciąż na nowo, zyskując na sile, zwartości, potędze.
Zdaniem Marksa nieuchronnie zbliża się czas decydujących rozstrzygnięć w walce klasowej. Po raz kolejny powtarza tezę o historycznej roli proletariatu w obaleniu panującego porządku. Chłopi, drobni kupcy, rzemieślnicy pragną utrzymania dotychczasowej pozycji, burżuazja zaś maksymalizując swoje zyski kosztem klasy robotniczej, niejako bezwiednie doprowadza do konsolidacji w szeregach proletariatu, pobudza go do zjednoczonej akcji przeciwko panującym stosunkom i tym samym jej działania przyśpieszają koniec państwa kapitalistycznego.
Jednocześnie burżuazja dowiodła, że nie jest już w stanie pełnić roli klasy panującej. Jest nie zdolna – pisze Marks – do panowania, gdyż jest niezdolna do zapewnienia swemu niewolnikowi egzystencji bodaj w ramach jego niewolnictwa, gdyż jest zmuszona spychać go do stanu, w którym musi go żywić, zamiast być przezeń żywiona. Społeczeństwo nie może już istnieć pod jej panowaniem, tzn. – jej istnienie nie daje się nadal pogodzić ze społeczeństwem.

### Wizja nowego ustroju
Podstawowym zadaniem komunistów, których od innych proletariuszy wyróżnia teoretyczne zrozumienie istniejącej sytuacji, jest doprowadzenie klasy robotniczej do zdobycia władzy i położenia kresu rządom burżuazji. Nieuzasadnione są obawy, że porządek socjalistyczny likwidując własność prywatną zniszczy tym samym fundamenty moralności i kultury. Jak zauważa I. Berlin, jedyne wartości, jakie zostaną zniszczone, to wartości przywiązane do dawnego ładu – wolność burżuazyjna i burżuazyjna kultura, których pozorna absolutna wartość w każdej epoce i w każdym miejscu jest iluzją wynikającą wyłącznie z przypisanej im roli w walce klasowej.
Ustrój komunistyczny w żaden sposób nie zagraża także wolności jednostki. W społeczeństwie burżuazyjnym – stwierdzają autorzy Manifestu komunistycznego – kapitał obdarzony jest samodzielnością i osobowością, podczas gdy działająca jednostka jest pozbawiona samodzielności i osobowości. I zniesienie tego stosunku nazywa burżuazja zniesieniem osobowości i wolności! I słusznie. Tylko że idzie tu o zniesienie burżuazyjnej osobowości, burżuazyjnej samodzielności i burżuazyjnej wolności.
Marks i Engels odpierają zarzut, jakoby zniesienie prywatnej własności środków produkcji spowodowało zaniechanie wszelkiej działalności produkcyjnej i zapanowanie powszechnego próżniactwa tym samym zagrażając egzystencji państwa. Jednak zdecydowana większość społeczeństwa nie posiada żadnych środków produkcji, a mimo to społeczeństwo to istnieje. Cała ta kwestia – stwierdza Marks – sprowadza się do tautologii, że nie będzie już pracy najemnej, skoro nie będzie kapitału.
Twierdzenia te stoją w jawnej sprzeczności z tezami 3 (zniesienie prawa dziedziczenia), 10 (publiczne kształcenie dzieci) i w szczególności 8 (zapowiadane utworzenie armii pracy).
Ludzkość stoi zatem na progu wielkiego przełomu. Rewolucja komunistyczna ma zmienić ogół społeczeństwa na niespotykaną dotąd skalę. W miejsce klasowego społeczeństwa kapitalistycznego ma pojawić się nowe, bezklasowe, oferujące bogatsze formy życia i zapewniające swym członkom wszechstronny rozwój. W pierwszym etapie na drodze do komunizmu konieczne jest wywalczenie przez proletariat pozycji klasy panującej oraz wprowadzenie systemu demokratycznego. Kolejne kroki postulowane przez Marksa to przede wszystkim nacjonalizacja ziemi, kredytu, transportu, zniesienie prawa spadkowego, wprowadzenie silnej progresji podatkowej, stopniowe usunięcie barier między miastem a wsią, zapewnienie bezpłatnej edukacji oraz wprowadzenie dla wszystkich jednakowego przymusu pracy.
Spełnienie tych warunków w miejsce dawnego społeczeństwa burżuazyjnego stworzy wspólnotę, w której swobodny rozwój każdej jednostki jest warunkiem swobodnego rozwoju wszystkich. Władza polityczna – konkluduje Marks – we właściwym znaczeniu jest zorganizowaną przemocą jednej klasy w celu uciskania innej. O ile w walce z burżuazją proletariat siłą rzeczy jednoczy się w klasę, poprzez rewolucję staje się klasą panującą i jako klasa panująca znosi przemocą dawne stosunki produkcji, to razem z tymi stosunkami produkcji znosi warunki istnienia przeciwieństw klasowych, znosi w ogóle klasy i tym samym swoje własne panowanie jako klasy.

### Krytyka myśli socjalistycznej

#### Socjalizm feudalny
W dalszej części Manifestu Komunistycznego Marks prezentuje swoje stanowisko wobec istniejącej literatury socjalistycznej, wykorzystując do tego klasową analizę społeczeństwa. Ze sprzeciwu arystokracji wobec stosunków kapitalistycznych powstaje socjalizm feudalny, który określa Marks jako na wpół lament, na wpół paszkwil, na wpół echo przeszłości, na wpół groźba przyszłości, chwilami godzący wprost w serce burżuazji gorzkim, zjadliwie szyderczym wyrokiem, zawsze komiczny w swej zupełnej niezdolności do zrozumienia biegu nowoczesnej historii.
Socjalizm ten idealizuje feudalne stosunki społeczne i ostro krytykuje klasę burżuazji, która dążąc do nieograniczonego zysku spowodowała upadek tego systemu. Jednak jeszcze poważniejszy zarzut dotyczy tego, że swoim działaniem burżuazja doprowadziła do powstania prawdziwie rewolucyjnej klasy proletariatu, która wysadzi w powietrze cały stary porządek społeczny.

#### Socjalizm drobnomieszczański
Jeżeli chodzi o socjalizm drobnomieszczański, którego przedstawicielem był m.in. Sismondi, to źródła jego powstania upatruje Marks w lęku drobnych producentów, której egzystencji zagraża rozwój wielkiego przemysłu. Wyznawcy tego rodzaju socjalizmu nie różnią się w zasadzie z Marksem jeżeli chodzi o diagnozę obecnej sytuacji. Wskazują na odczłowieczenie procesu pracy i jej podział oraz koncentrację kapitału jako główne powody nędzy, rosnących nierówności, wojen i zaniku moralności. Receptą na uzdrowienie istniejących porządków ma być powrót do przedkapitalistycznych stosunków produkcji i wymiany, co Marks określa myśleniem reakcyjnym i utopijnym.
Dla wszystkich tych teorii charakterystyczna jest idealizacja historycznej przeszłości, dążenie do cofnięcia historii wstecz, zapobieżenia rozwojowi kapitalizmu, odrodzenia czy zachowania przeżytych stosunków społecznych. W swej krytyce kapitalizmu socjaliści ci częstokroć dostrzegali jego rzeczywiste braki. Ale ich pozytywny program sprowadzał się w zasadzie do obrony cechowej organizacji przemysłu i patriarchalnego rolnictwa.

#### Socjalizm „prawdziwy”
Nieudolne przeniesienie francuskich idei socjalistycznych na grunt niemiecki określa Marks mianem socjalizmu "prawdziwego". Jego zasadniczym brakiem jest abstrakcyjne podejście do jednostki ludzkiej oraz całkowite zignorowanie klasowego podziału społeczeństwa, a co za tym idzie niedostrzeganie historycznej misji klasy proletariatu. Popularność tego kierunku myślowego w feudalnych Niemczech spowodowana jest tym, że przeciwstawia się on klasie burżuazyjnej, jak również atakuje liberalne doktryny burżuazyjne. Jak stwierdza Marks niemiecki socjalizm "prawdziwy" ogłosił, naród niemiecki za normalny naród, a niemieckiego kołtuna za normalnego człowieka. Każdej jego podłości nadawał ukryty, wyższy, socjalistyczny sens, w którym znaczyła coś wręcz przeciwnego. Wysnuł też ostatnią konsekwencję występując bezpośrednio przeciw >>prymitywnie destrukcyjnemu<< kierunkowi komunizmu i obwieszczając swą bezstronną wyższość ponad wszelkie walki klasowe.

#### Socjalizm burżuazyjny
O ile najważniejszą cechą powyższych systemów socjalistycznych była chęć powrotu do jakiejś minionej formy stosunków społecznych, to socjalizm burżuazyjny opowiada się za utrzymaniem istniejących porządków, jednocześnie dążąc do usunięcia z nich wszelkich czynników, które mogłyby zrewolucjonizować życie społeczne. Jest on właściwie apologią państwa kapitalistycznego, która skrywa się za socjalistyczną frazeologią. Jego istotę autorzy Manifestu Komunistycznego określają w sposób następujący: Wolny handel! – w interesie klasy pracującej; cła ochronne! – w interesie klasy pracującej; więzienia celkowe! – w interesie klasy pracującej: oto ostatnie słowo, jedyne szczere słowo socjalizmu burżuazyjnego. Socjalizm burżuazji polega właśnie na twierdzeniu, że burżua są burżua – w interesie klasy pracującej.

#### Socjalizm krytyczno-utopijny
Po krytyce teorii konserwatywnych i reakcyjnych analizie zostaje poddany socjalizm krytyczno–utopijny, który jest reprezentowany przez systemy stworzone m.in. przez Saint–Simona, Fouriera i Owena. W tych koncepcjach komunizm może być zrealizowany przez stworzenie modelu społeczeństwa idealnego i jego rozpropagowanie w szerokich masach społecznych. W przeciwieństwie do Marksa, zwolennicy socjalizmu utopijnego bagatelizują istniejące w społeczeństwie antagonizmy klasowe, oraz stoją na stanowisku, że sama tylko argumentacja moralna przekona wszystkich ludzi o wyższości systemu socjalistycznego nad kapitalistycznym. Przedstawiciele socjalizmu utopijnego, wciąż jeszcze marzą – konkluduje Marks – o próbach urzeczywistnienia swych utopii społecznych, o tworzeniu poszczególnych falansterów, o zakładaniu Home colonies, o urządzeniu małej Ikarii, kieszonkowego wydania nowej Jerozolimy – aby zaś zbudować te wszystkie zamki na lodzie, muszą się odwołać do filantropii burżuazyjnych serc i kies, (...) występują więc zaciekle przeciw wszelkiemu politycznemu ruchowi robotniczemu, który ponoć mógł powstać tylko ze ślepej niewiary w ich nową ewangelię.

### Zakończenie
Ostatni rozdział Manifestu komunistycznego omawia stosunek komunistów do działających w różnych krajach robotniczych partii opozycyjnych. Za ich podstawowe zadanie uznaje Marks popieranie wszelkich inicjatyw mogących doprowadzić do rewolucyjnego zrywu przeciw istniejącym stosunkom politycznym i społecznym oraz działanie na rzecz ponadnarodowego porozumienia między partiami demokratycznymi.
Manifest kończy się słowami: Komuniści uważają za niegodne ukrywanie swych poglądów i zamiarów. Oświadczają oni otwarcie, że cele ich mogą być osiągnięte jedynie przez obalenie przemocą całego dotychczasowego ustroju społecznego. Niech drżą panujące klasy przed rewolucją komunistyczną. Proletariusze nie mają w niej nic do stracenia prócz swych kajdan. Do zdobycia mają cały świat. Proletariusze wszystkich krajów, łączcie się!

## Znaczenie historyczne
Zdaniem historyków radzieckich Manifest komunistyczny zamyka proces kształtowania się marksizmu i jego podstawy filozoficznej – materializmu dialektycznego  i historycznego.

## Literatura
- Wiktor Afanasjew, Karen Brutenc, Fiodor Burłackij, Grigorij Glezerman, Jurij Krasin, i in.: Naukowy komunizm. Pod redakcją Piotra Fiedosiejewa, tł. Mirosław Skwiecińskii. Wyd. II. Warszawa: Państwowe Wydawnictwo Naukowe, 1978.
- Isaiah Berlin, Karol Marks. Jego życie i środowisko, Warszawa 1999, ISBN 978-83-05-13016-5.
- Józef Maria Bocheński, Lewica, religia, sowietologia, Warszawa 1996;
- Karol Marks, Fryderyk Engels, Manifest komunistyczny, Książka i Wiedza, Warszawa 1956;
- Jarosław Ładosz, Marksistowska teoria walki klas, Warszawa 1969;
- Roger Garaudy, Marksizm a osobowość, Warszawa 1951;
- Leszek Kołakowski, Główne nurty marksizmu. Powstanie, Poznań 2000;
- Teodor Ojzerman: Kształtowanie się poglądów filozoficznych Marksa i Engelsa. W: Krótki zarys historii filozofii. Pod redakcją M.T. Jowczuka, T.I. Ojzermana, I.J. Szczipanowa. Przeł. Marian Drużkowski i in. Wyd. II, poprawione i uzupełnione. Warszawa: Książka i Wiedza, listopad 1969, s. 413-428. (pol.).
- Teodor Ojzerman: „Manifest Partii Komunistycznej”. W: Teodor Ojzerman: Powstanie filozofii marksistowskiej. Warszawa: Książka i Wiedza, listopad 1966, s. 593-610. (pol.).